# Emily Evels
Emily Evels (* 11. August 1996 in Ludwigsburg) ist eine deutsche Fußballspielerin.

## Karriere

### Vereine
Evels begann im Alter von fünf Jahren beim FV Löchgau mit dem Fußballspielen – bis zur C-Jugend mit Jungen. Noch vor Versetzung in die 10. Klasse der Maximilian-Lutz-Realschule in Besigheim verließ sie im Alter von 15 Jahren ihre Heimat. Mit einem Stipendium begab sie sich an die Shattuck-Saint Mary's High School im US-amerikanischen Faribault im Bundesstaat Minnesota, für deren Sport-Team sie auch in der Zeit von 2012 bis 2014 zum Einsatz kam.
Nach Deutschland zurückgekehrt, erhielt sie bei der TSG 1899 Hoffenheim einen bis zum 30. Juni 2016 datierten Spielervertrag. Zunächst für die Zweite Mannschaft vorgesehen, kam sie für diese in neun Punktspielen der 2. Bundesliga Süd zum Einsatz, in denen ihr ein Tor gelang. Während ihrer Premierensaison im Seniorinnenbereich wurde sie auch in zehn Bundesligaspielen eingesetzt, wobei sie am 21. September 2014 (3. Spieltag) bei der 0:3-Niederlage im Auswärtsspiel gegen den FC Bayern München mit Einwechslung für Madita Giehl ab der 59. Minute debütierte und am 22. Februar 2015 (15. Spieltag) beim 4:0-Sieg im Auswärtsspiel gegen den MSV Duisburg mit dem Treffer zum 3:0 in der 41. Minute ihr erstes von drei Bundesligasaisontore erzielte. In der Folgesaison bestritt sie bereits 18 Bundesligaspiele, ein Zweitligaspiel – und mit der 0:4-Achtelfinalniederlage der zweiten Mannschaft beim Erstligisten 1. FFC Turbine Potsdam – auch ihr erstes DFB-Pokalspiel. Bis zum Saisonende 2017/18 bestritt sie weitere 38 Erst-, zehn Zweitligaspiele und ein Pokalspiel.
Von 2018 bis 2020 spielte sie für Borussia Mönchengladbach, zunächst zehnmal in der Bundesliga und einmal im Pokal, anschließend zehnmal in der 2. Bundesliga.
Ein erneuter Vereinswechsel führte sie nach Willstätt, für deren Ortsteilverein SC Sand sie seit der Saison 2020/21 aktiv war. Nach zwei Jahren in der Bundesliga, spielt sie seit der Saison 2022/23 in der 2. Bundesliga. Wenige Tage nach dem Abstieg wurde ihre Vertragslaufzeit mit dem SC Sand verlängert. Nach dem Saisonende 2023/24 verließ sie den Verein. Anschließend war sie für Racing Strasbourg Alsace in der Première Ligue in Frankreich. Nach neun Punktspielen verließ sie den Verein am Saisonende 2024/25 und folgte dem Angebot des Karlsruher SC, der sie am 15. August 2025 unter Vertrag nahm.

### Nationalmannschaft
Evels ist eine ehemalige Nachwuchsnationalspielerin. Für die U16-Nationalmannschaft bestritt sie am 1. und 3. Mai 2012 zwei Länderspiele gegen die Auswahl Frankreichs. Bei der 1:2-Niederlage im ersten Vergleich wurde sie in der 68. Minute für Rebecca Knaak, im zweiten Vergleich, der 1:1 endete, in der 74. Minute für Ricarda Kießling eingewechselt.

## Erfolge
- Meister 2. Bundesliga 2018